# Galatasaray Istanbul/Saison 1911/12
Die Saison 1911/12 von Galatasaray Istanbul war die 6. Saison in der Vereinsgeschichte.  Galatasaray Istanbul nahm aus Protest an der İstanbul Futbol Ligi nicht teil, der Grund war die Sperre von Adnan İbrahim Piroğlu. Piroğlu wurde wegen seines groben Spielstils vom Wettbewerb ausgeschlossen. 

## Personalien

### Kader
| Nat.                   | Name                   |
| Torhüter               | Torhüter               |
| ---------------------- | ---------------------- |
| Osmanisches Reich 1844 | Ahmet Robenson         |
| Abwehr                 |                        |
| Osmanisches Reich 1844 | Bekir Sıtkı Bircan     |
| Bulgarien 1908         | Todor Bojkoff          |
| Osmanisches Reich 1844 | Dalaklı Hüseyin        |
| Osmanisches Reich 1844 | Neşet İsmet            |
| Mittelfeld             |                        |
| Osmanisches Reich 1844 | Celâl İbrahim Bey      |
| Osmanisches Reich 1844 | Hasan Basri Bütün      |
| England                | Cyrielle               |
| Angriff                |                        |
| Osmanisches Reich 1844 | Idris                  |
| Osmanisches Reich 1844 | Fuat Hüsnü Kayacan     |
| England                | Rowland Rees           |
| Osmanisches Reich 1844 | Emin Bülend Serdaroğlu |
| Bulgarien 1908         | Steryo                 |
| Osmanisches Reich 1844 | Ahmet Cevat            |

## Saison
Alle Ergebnisse aus Sicht von Galatasaray Istanbul. Siege sind grün, Unentschieden gelb und Niederlagen rot markiert.

### Freundschaftsspiele
Diese Tabelle führt die ausgetragenen Freundschaftsspiele auf.
| Datum              | Gegner                        | Ort         | Ergebnis | Tor(e) für Galatasaray Istanbul |
| ------------------ | ----------------------------- | ----------- | -------- | ------------------------------- |
| 11. September 1911 | Kolozsvári Vasutas Sport Klub | Cluj-Napoca | 1:5      | n. V.                           |
| 13. September 1911 | Kolozsvári Vasutas Sport Klub | Cluj-Napoca | 1:4      | n. V.                           |
| 15. September 1911 | Ferencváros Budapest          | Budapest    | 1:7      | n. V.                           |
| 16. April 1912     | Fenerbahçe Istanbul           |             | 1:0      | Serdaroğlu                      |

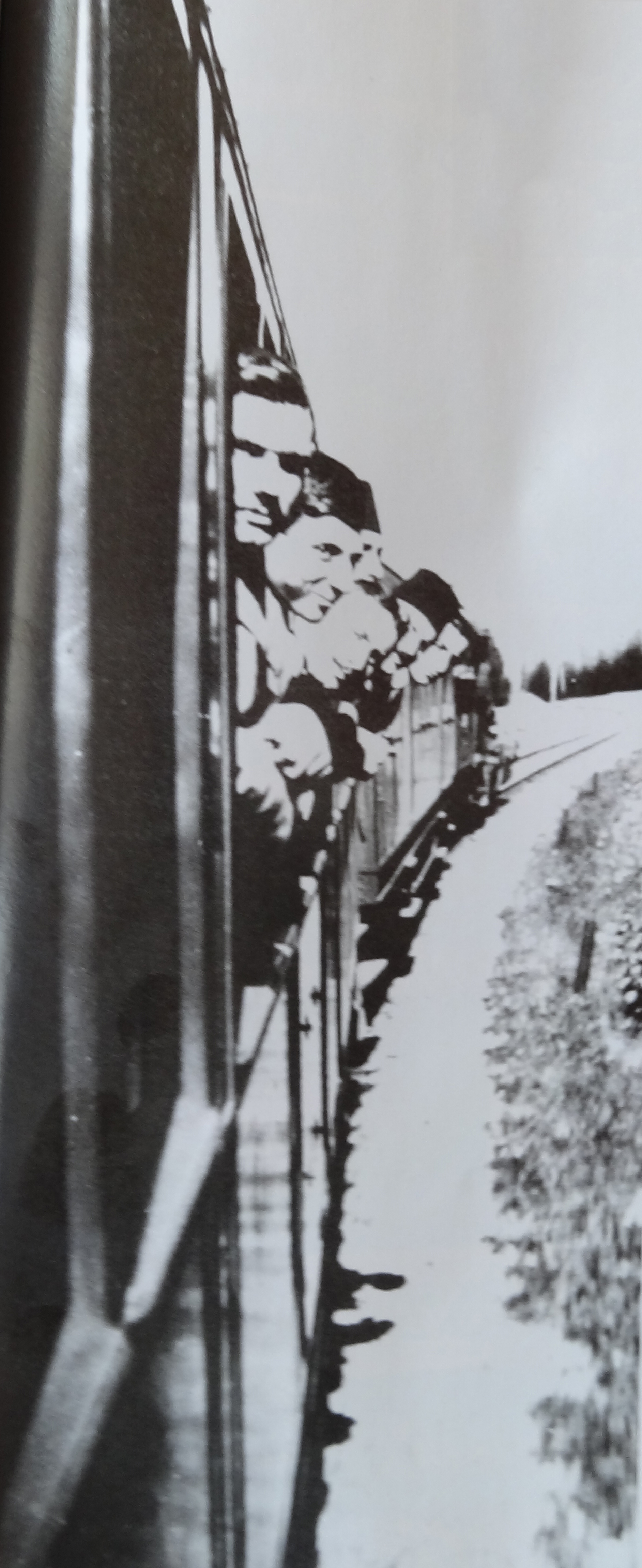
Die Mannschaft von Galatasaray während einer Zugfahrt in Europa, September 1911
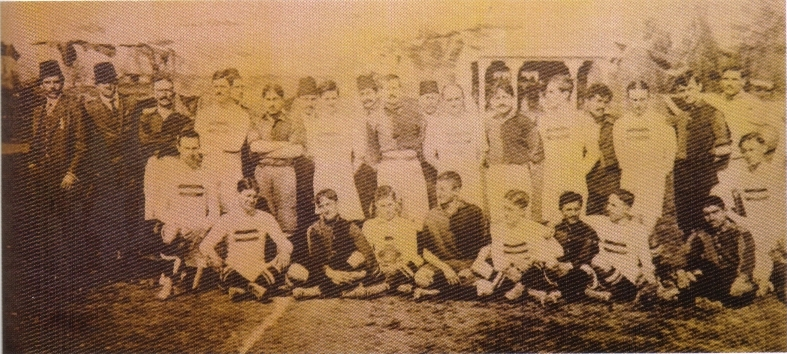
Galatasaray und Kolozsvári Vasutas Sport Klub
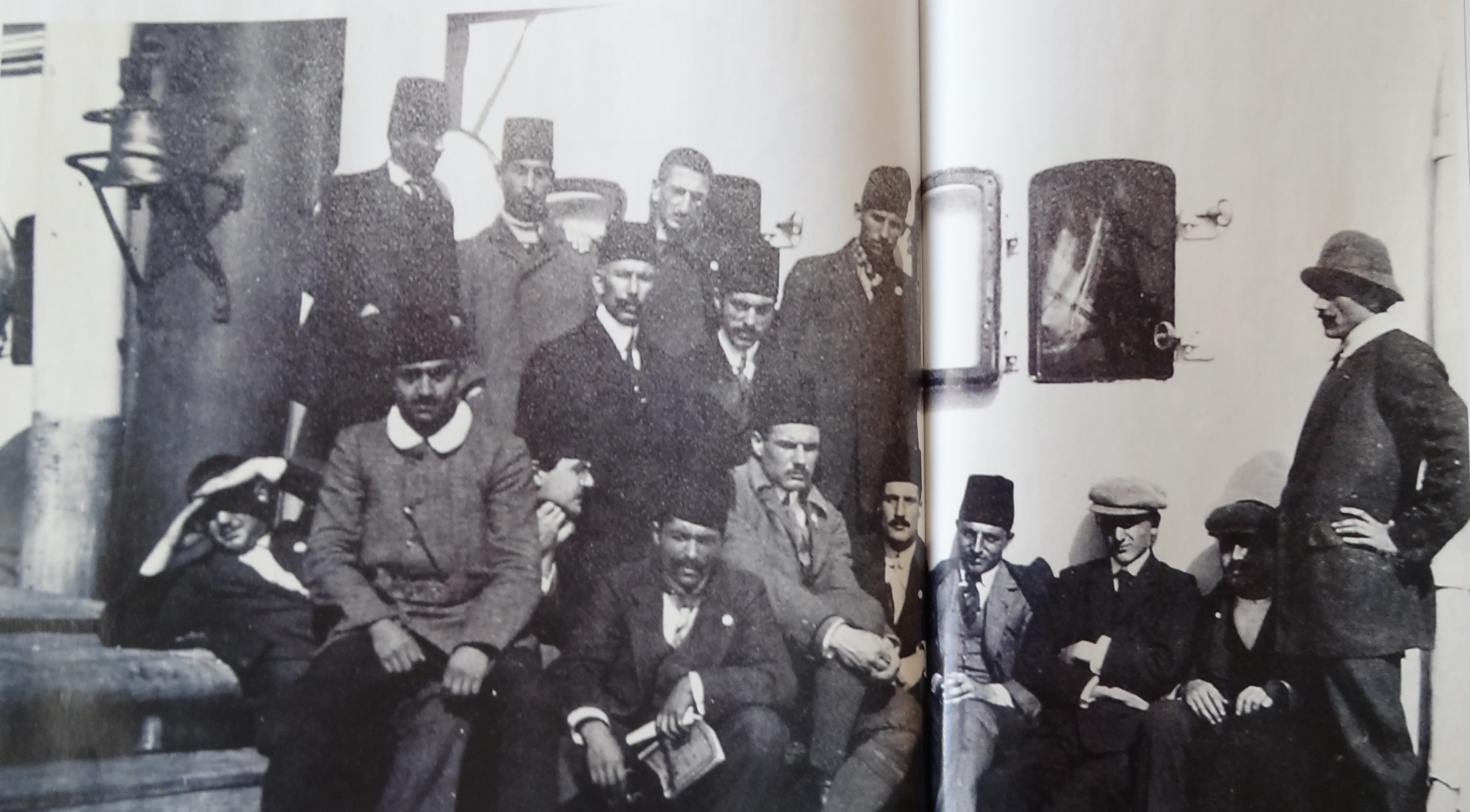
Galatasaray auf der Dacia-Fähre